# Indice de sècheresse de Keetch-Byram
 (novembre 2023).
Si vous disposez d'ouvrages ou d'articles de référence ou si vous connaissez des sites web de qualité traitant du thème abordé ici, merci de compléter l'article en donnant les références utiles à sa vérifiabilité et en les liant à la section « Notes et références ».
L’indice de sécheresse de Keetch-Byram (Keetch-Byram Drought Index, KBDI), créé par John Keetch et George Byram en 1968 pour le Forest Service du département de l'Agriculture des États-Unis, établit des modèles mathématiques pour faire des prévisions sur la probabilité de feu de forêt en fonction de l’humidité du sol et d’autres facteurs relatifs à la sécheresse.